# Mops jobimena
Mops jobimena is een vleermuis die voorkomt op Madagaskar. De soortaanduiding is afgeleid van een noordelijk dialect van het Malagassisch, waarin joby "donker" of "zwart" betekent en mena "rood" (in een samenstelling wordt de y een i). De combinatie slaat op de twee verschillend gekleurde fases van de soort.
M. jobimena is een relatief grote bulvleermuis (armlengte 46-47 mm) zonder de karakteristieke vlekken op de vleugels van andere soorten van het geslacht. De vleugels en het membraan tussen de achterpoten zijn eenkleurig donker. De rug en keel van deze soort zijn chocoladebruin, de buik is wat grijziger. Er komt ook een rode vorm voor.
M. jobimena is bekend van drie locaties, alle in beschermd gebied: twee op het noordelijkste deel van Madagaskar en één aan de zuidkant. Alle locaties bestaan uit droog bos met rotsgebieden in de nabijheid, waar de vleermuizen mogelijk slapen.